# Vrouwe van het Meer

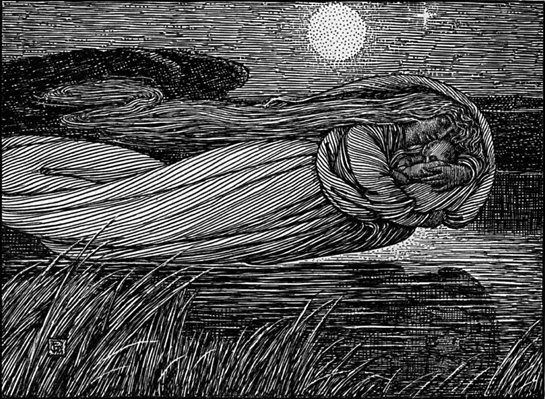
De Vrouwe van het Meer, die de pasgeboren Lancelot meeneemt. Illustratie uit Tennysons Idylls of the King (Idylles van de Koning)

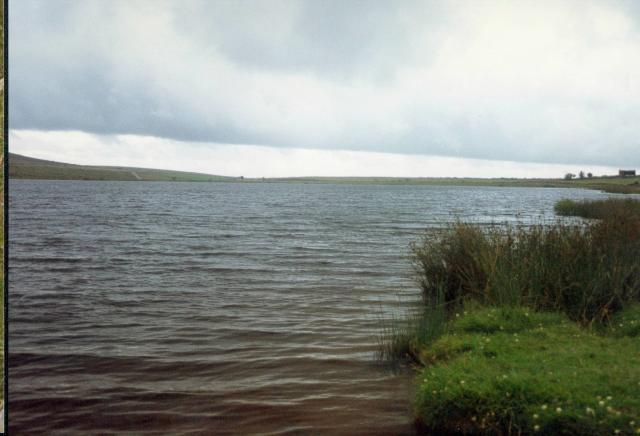
Dozmary Pool wordt gezien als het meer waar de Vrouwe van het Meer zich bevond

De Vrouwe van het Meer komt als personage voor in diverse verhalen over de legende van Koning Arthur. De vrouwe in kwestie komt voorbij wanneer het zwaard Excalibur aan Koning Arthur wordt gegeven en wanneer de stervende koning naar Avalon wordt gebracht na de Slag bij Camlann.
Verder zou ze de magiër/druïde Merlijn hebben verleid en zijn geliefde zijn geweest en Lancelot hebben opgevoed na het overlijden van zijn vader, Ban. Sommige schrijvers en kopiisten hebben haar andere diverse namen gegeven als Nimue, Viviane, Elaine, Niniane, Nyneve en andere.
Achtergrond en afkomst van de Vrouwe van het Meer stammen vermoedelijk uit de oudheid. De eerste melding van het mythische eiland Avalon wordt gedaan in Geoffrey van Monmouths Historia Regum Britanniae, waarin zowel de Vrouwe, als Morgan(a) le Fay regelmatig opduiken. Arthur werd daar gebracht om zijn wonden te laten verzorgen na het gevecht met Mordred.

## Hedendaagse cultuur
- In het boek de Nevelen van Avalon van Marion Zimmer Bradley worden de verhalen rond koning Arthur herverteld vanuit het gezichtspunt van de vrouwelijke personages, waaronder Viviane, Vrouwe van het Meer.
- In Het Huis Anubis en de Vijf van het Magische Zwaard wordt de naam veranderd naar "de Fee van het Meer". Dit personage is een heilige tovenares die de Vijf moet helpen en hun bescherming biedt tegen Morgana le Fay. Aan het eind van de serie verlooft ze zich met ridder Galahad.